# 歎異抄
『歎異抄』（たんにしょう）は、鎌倉時代後期に書かれた日本の仏教書である。作者は、親鸞に師事した河和田の唯円とされる。書名は、親鸞滅後に浄土真宗の教団内に湧き上がった親鸞の真信に違う異義・異端を嘆いたものである。『歎異鈔』とも。

## 作者について
作者については、現在では唯円とするのが一般的だが、他説として如信説・覚如説がある。また、近年では、覚如以後の本願寺関係者が作者であるとする説もある。
如信説については、香月院深励が提唱。論拠は、覚如がまとめたとされる『口伝抄』などの書物に、親鸞より如信に口伝が行われ、更に覚如がそれを授けられたとあることによる。
唯円説については、主に妙音院了祥が提唱。論拠は、唯円の名が作中に出て、会話の表現があることや、本文の記述からして、親鸞在世中の弟子であること、東国門徒（関東の浄土真宗信者）であることなどによる。
本願寺関係者説については、口伝鈔、改邪鈔、歎異抄の三書を比較し書承関係を考察した場合、歎異抄を元に口伝鈔や改邪鈔が成立したと考えると、それぞれの文脈も考慮した上で、複雑かつ不自然な経路を考えざるを得ないこと、翻って歎異抄が前二書を素材として最も後に撰述されたと考えると、自然な経路が想定できることによる。

## 沿革

### 成立の背景
親鸞の死後も、法然から親鸞へと伝えられた真宗の教え（専修念仏）は、多様に解釈され、さまざまな「異義」とされるものが生じた。作者は、それらの異義は親鸞の教えを無視したものであると嘆き、文をしたためたと述べている。
編集された時期は、作者を唯円とする説では、親鸞が死してより30年の後（鎌倉時代後期、西暦1300年前後）と考えられている。

### 再発見
本書は、作者を唯円とした場合、成立から約200年の間ほとんど知られることがなかった。そして室町時代に蓮如が書写し広まった。(今日、蓮如本が最古の写本である。)
記録に出るのは、蓮如の実子である実悟の『聖教目録聞書』に「歎異抄一巻」とあるのが初出である。江戸時代初期に東本願寺の学僧、圓智が『歎異抄私記』を著し、その後、香月院深励や妙音院了祥などの学僧によって研究が進められ、深励の『歎異鈔講林記』・了祥の『歎異鈔聞記』などの注釈書が書かれた。近世以前に、確認できる写本が16本あり、その他の諸文献に記載されているものを合わせると28本あったとされる。また、江戸時代には、板本5種が刊行された。
その後、明治時代になり、清澤満之らによって再度、評価され、近代の宗教学研究の手法で研究され、世間に周知されるようになった。

## 構成
この短い書は以下のような構成からなる。
1. 真名序
2. 第一条から第十条まで - 親鸞の言葉
3. 別序 - 第十一条以降の序文
4. 第十一条から第十八条まで - 作者の異義批判
5. 後序
6. 流罪にまつわる記録

十条において、親鸞の言葉は作者による歎異の論拠へと進化している。

### 真名序
真名序は、この文が書かれることになった目的・由来が書かれている。すなわち、「先師の口伝の真信に異なることを歎」くのである。
そもそも関東の教団は善鸞の事件もあり、異義が発生しやすい土壌であった。親鸞の入滅によりますますその動きが加速した。主な異義としては以下があった。
- どんな悪を犯しても助ける弥陀の本願だからと、少しも悪を恐れない者では往生できないとする異義。
- 経典を学ばない者では弥陀の浄土へ往生できないとする異義。

そこで、親鸞が作者に語った言葉を副え、なぜそれが異義であるかを説明するのが本書であるとする。また、この「先師ノ口傳」の「先師」を親鸞ではなく法然と捉える説もある。

### 第一条 - 第十条
第一条から第十条は、親鸞が直接作者に語ったとされる言葉が書かれている。
第一条では、「阿弥陀仏のすべての人々を救うという本願により、浄土に生まれさせて貰うために念仏をしようと思いたった時から阿弥陀仏の絶対に見捨てないとの利益に預かることができる。阿弥陀仏の本願は老少・善悪の人は関係なく、ただ信心（阿弥陀仏の本願に対し微塵の疑いもなくなった心）が要であると考えるべきである。なぜならば（阿弥陀仏の本願は）罪深く煩悩が盛んな人々を助けるためのものだからである。本願を信じる者には念仏以外の善は不要である。念仏に勝る善などないからである。またどんな悪も恐れることはない。阿弥陀仏の本願を妨げる悪などないからである。」と説かれている。
第二条は、善鸞などの異説について関東から上洛して親鸞に直接尋ねに来た同行・僧侶達への親鸞の回答を長文で記している。明確な答えを期待していたであろう彼らに対し親鸞は「はるばる関東から命がけで京都にまでやってきたのは明確な回答がほしいからだろうがそれは間違いである。答えは奈良や比叡山にまします立派な学僧たちに聞いたらいいだろう。この親鸞がやっていることは『（罪悪深重の我々衆生が助かる道は）ただ念仏して弥陀の本願に救い取られる以外にない』という法然上人の教えに従って念仏している以外に何もない。たとえ法然上人にだまされていて、念仏をして地獄に落ちたとしても何の後悔もない。もし、私がそれまでの念仏以外の修行を続けていたら仏になれたのに、念仏をしたおかげで地獄に落ちたというのなら後悔もあろうが、どんな修行も中途半端にしかできない私はどのみち地獄が定められた住み家だからである。もし弥陀の本願は真実ならば、それ一つを教えている釈尊の説法も、善導の解釈も、法然の言葉も嘘であるはずがない。だからそのことをそのまま伝えているこの親鸞の言うことも、そらごととは言えないのではなかろうか - 愚かな私の信心は、このようなものである。この上は念仏を信じるも捨てるも各々の勝手である」と、一見突き放すように答えている。
この親鸞の回答は「念仏称えたら地獄か極楽か、私は全く知らない」と文字通り言っているのではなく、同様に「弥陀の本願まことにおわしまさば…」という一節も「もし本願がまことであるとするならば」という仮定ではなく「弥陀の本願よりも確かなものはこの世にない」という親鸞の信心を言い表したものであると言う説がある。
第三条は、悪人正機説を明快に説いたものとして、「善人なほもて往生をとぐ、いはんや悪人をや」は現在でもよく引用されている。
「善人でさえも極楽往生できるのだから、ましてや悪人が往生できないわけがない。しかし世間の人は『悪人でさえも極楽往生できるのだから、ましてや善人が往生できないわけがない』では？と常に言う。これは一応道理に聞こえるが、他力本願のおこころに背いている。」と説いている。「自力で善を成そうとする人は阿弥陀仏を信じてお任せしようとする心（他力を頼む心）が欠けているから阿弥陀仏の本願の主対象ではなくなっている。でもそんな心を改めて、心から他力を頼めば本当の浄土に生まれることができる。」としている。「煩悩まみれの我々はどんな修行をしたところで迷いの世界から抜け出ることはできない。そんな我々を哀れんで起こされた阿弥陀仏の本願の主目的は、悪人が成仏できるようにするためであるから、阿弥陀仏を信じてすべてをお任せできる悪人こそ、最も往生できる人である。」と説いている。
ここで言う「善人」「悪人」などの詳細は、悪人正機を参照のこと。
第四条は、聖道仏教と浄土仏教の慈悲の違いが説かれている。聖道仏教の慈悲とは人間の頭で考える慈悲であり、それでいくら人々を救おうとしても限界がある。だから生きているうちに早く他力の信心を得て浄土に行って仏となり、仏の力によって人々を弥陀の浄土へと導くことこそが真の慈悲＝浄土の慈悲である、と説かれている。
第五条では、「親鸞は一度も父母のために念仏したことがない」として、追善供養を否定している。念仏は自分の善ではないからである。そんな形ばかりの追善供養をするより、生きているうちに早く他力の信心を得なさい。そうすれば浄土で仏となって自由自在に多くの縁者の救済ができるようになるのだから、と説いている。
第六条では、この親鸞には弟子など一人もいない。表面上は親鸞の下で仏法を聞き念仏を称えるようになったように見えるかもしれないが、これも本当は全く弥陀のお力によるものである。だから「この人達は俺の裁量で仏法聞くようになったのだ」などと考えるのは極めて極めて傲慢不遜であり、決してあってはならぬことだ。だから人と人との複雑な因縁に拠って別の師の下で聞法し念仏を称えるようになった人は浄土へは行けないなどとは決して言うべきではない、と説かれている。
第七条では、ひとたび他力の信心を得た者＝念仏者にとっては、悪魔・外道、図らずも造ってしまう悪業など、如何なるものも極楽往生の妨げにはならないと説かれている。
第八条では、他力の信心を得た者の称える念仏は自力（自分の計らい）で行うものではないので、行でも善でもないと説かれている。
第九条は、「念仏を称えても経文にあるような躍り上がるような喜びの心が起こらず、少しでも早く極楽浄土に行きたいという気持ちにならないのは何故でしょうか」という唯円の疑問に対しての問答を長文で記している。親鸞は「この親鸞も同じ疑問を持っていたが、唯円も同じ気持ちだったのだな。」と答えている。そして「よく考えてみると躍り上がるほど喜ぶべきことを喜べないからこそますます極楽往生は間違いないと思える。」としている。その理由を「喜ぶべきことを喜べないのは煩悩の仕業であり、阿弥陀仏はそんな煩悩で一杯の衆生を救うために本願を建てられた。こんな我々のための本願であると知らされるとますます頼もしく思える。」と答えている。次に、早く極楽に行きたくないどころか、少しでも病気になると「死んでしまうのでは」と不安になるのも煩悩の仕業とし、「長い間輪廻を繰り返して滞在してきたこの苦悩に満ちた世界だが、それでも故郷のような愛着があり、行ったことがない極楽には早く行きたい気持ちも起こらない。これらも煩悩が盛んだからである。」「阿弥陀仏は早く極楽往生したくないという我々を特に哀れに思っておられる。だからこそ阿弥陀仏の願いは益々頼もしく、極楽往生は間違いないと思われる。もし躍り上がるような喜びの心が起こり、極楽浄土に早く行きたいという気持が起こるなら、自分には煩悩がないのかと疑問に思ってしまうだろう」と説いている。
第十条は、他力不思議の念仏は言うことも説くことも想像すらもできない、一切の人智の計らいを超越したものである、と説かれている。

### 別序
親鸞の弟子から教えを聞き念仏する人々の中に、親鸞の仰せならざる異義が多くあるとする。

### 第十一条 - 第十八条
第十一条以降は、異義を1つ1つ採り上げ、それについて逐一異義である理由を述べている。
経典を読まず学問もしない者は往生できないという人々は、阿弥陀仏の本願を無視するものだと論じている。また、どんな悪人でも助ける本願だからといってわざと好んで悪を作ることは、解毒剤があるからと好んで毒を食するようなもので邪執だと破った上で、悪は往生の障りではないことが説かれている。

### 後序
後序は、それまでの文章とは間を置いて執筆されている。
親鸞が法然から直接教え受けていた頃、「善信（親鸞）が信心も、聖人の御信心もひとつなり」（自らの信心と法然の信心は一つである）と言い、それに対し他の門弟が異義を唱えた。それに対し法然は、「源空（法然）が信心も、如来よりたまわりたる信心なり。善信房の信心も如来よりたまわらせたまいたる信心なり。されば、ただひとつなり」（阿弥陀仏からたまわる信心であるから、親鸞の信心と私の信心は同一である）と答えた。
作者は、上記のように法然在世中であっても異義が生まれ、誤った信心が後に伝わることを嘆き本書を記したと述べている。

### 流罪にまつわる記録
承元の法難に関する記録が述べられている。親鸞が「愚禿親鸞」と署名するようになった謂れが書かれている。

## 写本
重要な写本としては、蓮如本、端坊旧蔵永正本などがあり、蓮如本が最古のものである。2015年現在、原本は発見されていない。
蓮如本と永正本とには、助詞などの違いが見られるが、全体の内容として大きな違いは無い。最も原型的な古写本と考えられる蓮如本・永正本はともに「附録」と「蓮如の跋文」を備えているが、後代のものには、これらを欠く写本も存在する。
上述のごとく、蓮如本と永正本には、蓮如の署名と次のような奥書が付されている。
すなわち、本書は「当流大事の聖教」ではあるけれど、「宿善の機無き」者（仏縁の浅い、仏法をよく理解していない人達）にはいたずらに見せるべきではない、と蓮如は記している。しかし、これは禁書や秘書の類といった意味ではなく、蓮如が著した『御文』（『御文章』）においては、『歎異抄』の内容の引用が随所に見られる。

## 親鸞思想との相違点
歎異抄は書名が示すように、当時の真宗門徒たちの間で広がっていた様々な異説を正し、師である親鸞の教えを忠実に伝えようという意図の下で著されたものである。しかしながら、親鸞の著作から知られる思想と、歎異抄のそれとの相違を指摘する学者も多い。たとえば仏教学者の末木文美士は、歎異抄作者の思想はある種の造悪無碍の立場を取っているとし、これは親鸞の立場とは異なるとする。また、遠藤美保子は、「悪を行うことは避けられないことであり、そのような悪人だからこそ救われる」という論理によって自己を肯定する歎異抄の思想は、親鸞とは異なっているとする。さらに遠藤は歎異抄の「本願ぼこり」という邪義について、本書にしか見いだされず、そもそも本当に存在した邪義かどうかについても疑問を呈している。
作者は歎異抄において、阿弥陀仏の本願を盾に悪行をおこなう者に対して、忠告は行なっているが、彼らの往生は否定せず、かれらも確実に浄土に往生できるとする。しかしながら、親鸞は書簡にも見られるように、どのような悪しき行いを為しても無条件に救済されるという考えは採っておらず、そのような念仏者の死後の往生については否定的な見解を述べている。

## 本願寺関係者撰述説
塩谷菊美は、本願寺関係者が覚如の『口伝鈔』や『改邪鈔』などをもとに歎異抄を編纂したという説をとなえ、本書が「親鸞研究の一級史料」として用いられていることに異論を述べている。
塩谷は、本書が『口伝鈔』や『改邪鈔』を素材とし、これらの資料の背景にあった聖教の「悔い返し」などの文脈が無視されて使われていることを文献間の比較によって指摘した。これによって塩谷は、いずれかの本願寺関係者が「親鸞の元に常時付き従っていた如信による口伝の書（『口伝鈔』）があるならば、弁舌巧みで知られた唯円による親鸞口伝の書もあるはずだ」と考えて撰述したとする仮説を提示している。

## 出版書籍
- (日本語・スペイン語対訳版) TANNISHO-Palabras de Shinran sobre el Camino de la Tierra Pura recogidas por su discípulo Yuien. Ediciones SIGUEME. (2020). ISBN 978-84-301-2058-1

## 歎異抄にちなむ作品
- 倉田百三『出家とその弟子』岩波書店、1917 -『歎異抄』の一部を戯曲化

岩波文庫、改版2003、角川文庫、新潮文庫、旺文社文庫、講談社文庫 他で再刊
- 高橋 源一郎『一億三千万人のための『歎異抄』』朝日新聞出版、2023 -『歎異抄』を現代語に翻訳した形をとる小説。主人公は『歎異抄』の著作者とされる唯円

### 歎異抄が引用された作品
- 白夜行 - ドラマにて、武田鉄矢演じる笹垣刑事が『歎異抄』の一節を呟くシーンが多用されている